# Festival Eurovisão da Canção Júnior 2003
O Festival Eurovisão da Canção Júnior 2003 foi a primeira edição do Festival Eurovisão da Camção Júnior para jovens cantores entre oito e quinze anos. Realizou-se no dia 15 de novembro de 2003, em Copenhaga, na Dinamarca .Os apresentadores foram a Camilla Ottesen e o Remee. Dino Jelušić de onze anos, representou a Croácia com sua música " Ti si moja prva ljubav " (Você é meu primeiro amor) venceu enquanto segundo e terceiro lugar foram a Espanha e o Reino Unido, respectivamente. A próxima vez que um país ganha em sua primeira aparência foi a Itália em 2014.
Foi o primeiro Festival Eurovisão a ser transmitido no formato Ecrã panorâmico 16:9, mas também foi a primeira Eurovisão, onde um DVD seria lançado.
O país vencedor do festival não seria necessariamente anfitrião do próximo concurso, para reduzir a pressão sobre os competidores.

## Origens e história
As origens do concurso datam de 2000, quando a Danmarks Radio realizou um festival de canções para as crianças dinamarquesas em 2000 e 2001. Em 2002 a ideia foi estendida a um festival de música escandinava , o MGP Nordic, com a Dinamarca, a Noruega e a Suécia como participantes. A EBU decidiu realizar um concurso de músicas com crianças  e abriu a competição para todas as emissoras membros da EBU, tornando-se um evento pan-europeu. O título inicial era "Festival Eurovisão da Canção para Crianças", usando já o nome famoso do Festival Eurovisão da Canção
A Dinamarca foi convidada realizar o primeiro festival devido a experiência com seus próprios concursos e o MGP Nordic.

## Localização

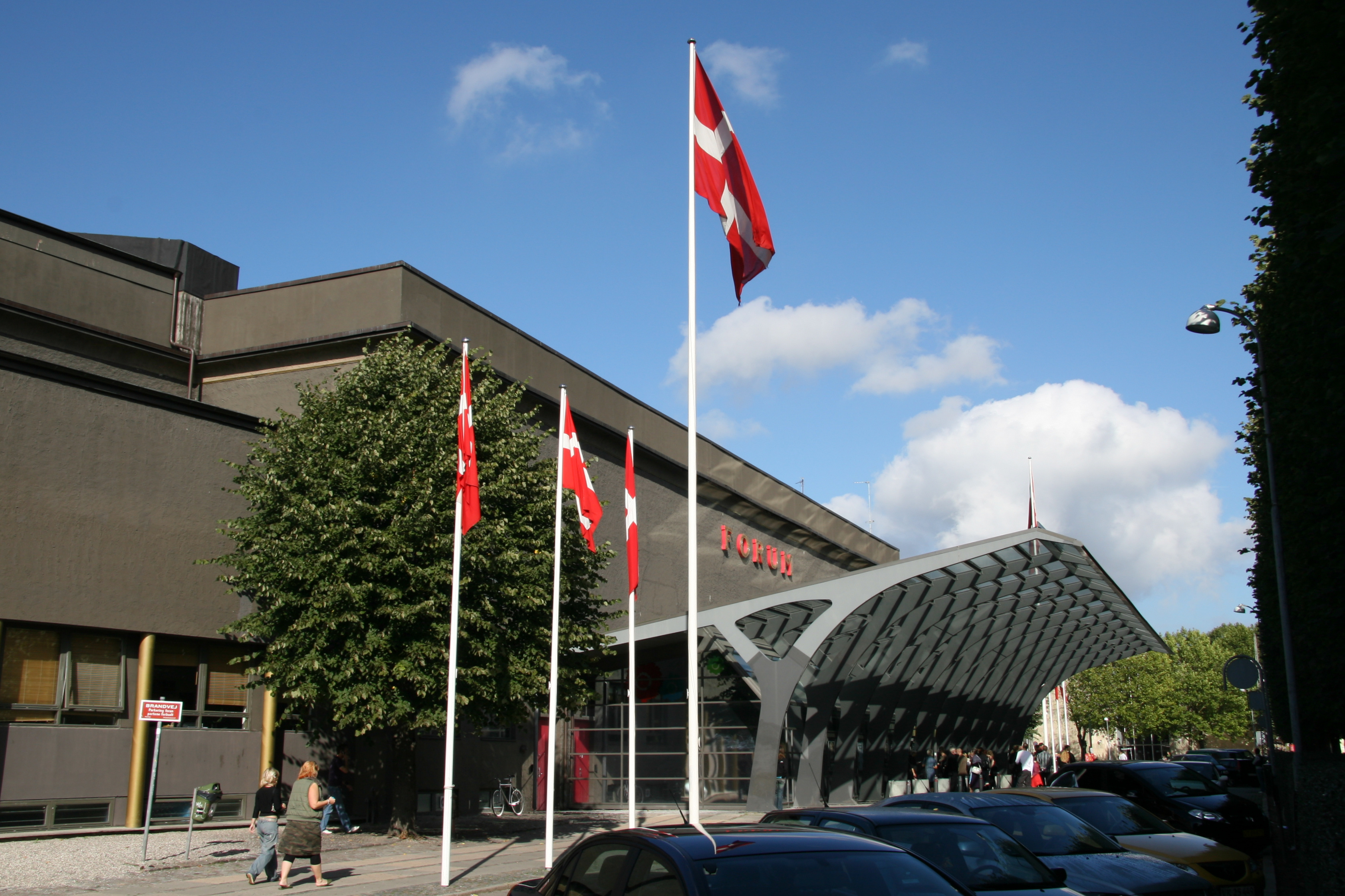
Fórum, Copenhaga. Local do Junior Eurovision Song Contest 2003.

Fórum Copenhaga ( em dinamarquês:  Forum København) é uma grande arena interna multiusos alugável localizada em Frederiksberg, Copenhague, Dinamarca . Abriga uma grande variedade de shows, mercados, exposições e outros eventos. O local pode acomodar até 10.000 pessoas, dependendo do evento. O Fórum funciona como um centro de convenções, sala de concertos e arena coberta.
Foi inaugurado em fevereiro de 1926 para sediar uma exposição de carros e foi renovado pela última vez em 1996-97. Mais de dois andares, há uma área de exposição combinada de 5.000 m² e um restaurante separado para até 250 pessoas sentadas. A estação de metrô Forum fica ao lado do prédio. O Forum Copenhagen foi projetado por Oscar Gundlach-Pedersen, e a iluminação era da nova lâmpada PH da Poul Henningsen . Em 1929 realizou uma exposição de arquitectura, que foi uma das primeiras apresentações do funcionalismo na Dinamarca, nomeadamente a Exposição de Habitação e Construção no Fórum. Foi nesta exposição que Arne Jacobsen e Flemming Lassen exibiram a assinatura da "House of the Future" cilíndrica.

## Países participantes
16 países competiram na primeira edição do Junior Eurovision Song Contest . Em um comunicado original para o concurso, intitulado "Eurovision Song Contest for Children", um sorteio foi realizado para selecionar 15 países para participar do concurso inaugural, com a emissora eslovaca Slovenská televízia (STV) e a emissora alemã ARD sendo sorteada para competir com outros 13 países. Estes países acabariam por ser substituídos por entradas da Polónia, Chipre e Bielorrússia, no seu primeiro evento Eurovisão. A emissora finlandesa Yleisradio (YLE) também expressou uma estreia no primeiro concurso, mas só a transmitiu-a.
O sorteio da ordem de corrida do campeonato foi realizado em 6 de outubro, com a Grécia empatada para abrir o concurso e a Holanda empatada para fechar.
Os direitos de transmissão do concurso foram também adquiridos por empresas de radiodifusão na Finlândia ( YLE ), na Sérvia e Montenegro ( RTS / RTCG ), na Estónia ( ETV ), na Alemanha ( KI. KA ), Austrália ( SBS ) e Kosovo ( RTK ).

## Resultados
| Ordem | País               | Artista            | Canção                                  | Língua     | Lugar, | Pontos |
| ----- | ------------------ | ------------------ | --------------------------------------- | ---------- | ------ | ------ |
| 01    | Grécia             | Nicolas Ganopoulos | "Fili gia panta" (Φίλοι για πάντα)      | Greek      | 8      | 53     |
| 02    | Croácia            | Dino Jelušić       | "Ti si moja prva ljubav"                | Croatian   | 1      | 134    |
| 03    | Chipre             | Theodora Rafti     | "Mia efhi" (Μια ευχή)                   | Greek      | 14     | 16     |
| 04    | Bielorrússia       | Volha Satsiuk      | "Tantsuy" (Танцуй)                      | Belarusian | 4      | 103    |
| 05    | Letónia            | Dzintars Čīča      | "Tu esi vasarā"                         | Latvian    | 9      | 37     |
| 06    | Macedónia do Norte | Marija & Viktorija | "Ti ne me poznavaš" (Ти не ме познаваш) | Macedonian | 12     | 19     |
| 07    | Polónia            | Katarzyna Żurawik  | "Coś mnie nosi"                         | Polish     | 16     | 3      |
| 08    | Noruega            | 2U                 | "Sinnsykt gal forelsket"                | Norwegian  | 13     | 18     |
| 09    | Espanha            | Sergio             | "Desde el cielo"                        | Spanish    | 2      | 125    |
| 10    | Roménia            | Bubu               | "Tobele sunt viaţa mea"                 | Romanian   | 10     | 35     |
| 11    | Bélgica            | X!NK               | "De vriendschapsband"                   | Dutch      | 6      | 83     |
| 12    | Reino Unido        | Tom Morley         | "My Song for the World"                 | English    | 3      | 118    |
| 13    | Dinamarca          | Anne Gadegaard     | "Arabiens drøm"                         | Danish     | 5      | 93     |
| 14    | Suécia             | The Honeypies      | "Stoppa mig"                            | Swedish    | 15     | 12     |
| 15    | Malta              | Sarah Harrison     | "Like a Star"                           | English    | 7      | 56     |
| 16    | Países Baixos      | Roel Felius        | "Mijn ogen zeggen alles"                | Dutch      | 11     | 23     |

## Atos de intervalo
O entretenimento do intervalo foi fornecido por dois atos do Reino Unido. Busted interpretou " Crashed the Wedding ", mas Charlie Simpson estava ausente devido a doença. No entanto, no dia seguinte, ele estava presente para uma entrevista de rádio no Reino Unido, onde estava implícito tanto por ele mesmo quanto pelos outros membros da banda, que isso era, na verdade, uma mentira. A verdadeira razão para sua ausência era que ele odiava o Eurovision. Os Sugababes fizeram " Hole in the Head ". O número de abertura foi realizado por Fu: el e Dance Faction.

## Folha de pontuação
|             |               | Resultados |         |             |         |           |         |         |         |         |         |             |           |        |       |               |    |    |
| Total Score | Grécia        | Croácia    | Chipres | Bielarússia | Letônia | Macedônia | Polônia | Noruega | Espanha | Rómenia | Belgica | Reino Unido | Dinamarca | Suécia | Malta | Países Baixos |    |    |
| Contestants | Grécia        | 53         |         | 7           | 12      | 1         | 5       | 1       | 1       | 7       |         | 5           | 2         | 7      | 1     | 3             |    | 1  |
| Contestants | Croácia       | 134        | 10      |             | 8       | 10        | 8       | 12      | 10      | 12      | 2       | 12          | 8         | 8      | 8     | 8             | 8  | 10 |
| Contestants | Chipre        | 16         | 12      |             |         |           |         |         |         | 1       |         |             |           | 3      |       |               |    |    |
| Contestants | Bielorrússia  | 103        | 5       | 12          | 6       |           | 10      | 10      | 12      | 10      | 1       | 7           | 5         | 5      | 4     | 7             | 6  | 3  |
| Contestants | Letónia       | 37         |         | 5           |         | 8         |         | 4       | 3       | 3       |         | 1           | 3         | 1      |       |               | 3  | 6  |
| Contestants | Macedônia     | 19         |         | 10          |         | 2         |         |         |         |         |         |             |           |        |       | 1             | 2  | 4  |
| Contestants | Polônia       | 3          |         |             |         | 3         |         |         |         |         |         |             |           |        |       |               |    |    |
| Contestants | Noruega       | 18         |         | 1           |         |           | 3       | 2       |         |         | 5       |             |           |        | 3     | 4             |    |    |
| Contestants | Espanha       | 125        | 8       | 8           | 10      | 6         | 12      | 8       | 8       | 6       |         | 8           | 10        | 12     | 6     | 6             | 10 | 7  |
| Contestants | Romênia       | 35         | 4       |             | 5       |           | 2       | 5       | 2       |         | 6       |             | 6         |        |       |               | 5  |    |
| Contestants | Belgica       | 83         | 3       | 6           | 2       | 7         | 4       | 6       | 6       | 4       | 8       | 3           |           | 6      | 7     | 5             | 4  | 12 |
| Contestants | Reino Unido   | 118        | 7       | 4           | 7       | 12        | 7       | 3       | 7       | 5       | 10      | 10          | 4         |        | 12    | 10            | 12 | 8  |
| Contestants | Dinamarca     | 93         | 6       | 2           | 4       | 5         | 6       | 7       | 5       | 8       | 12      | 6           | 7         | 4      |       | 12            | 7  | 2  |
| Contestants | Suécia        | 12         |         |             | 1       |           |         |         |         | 2       | 3       |             |           |        | 5     |               | 1  |    |
| Contestants | Malta         | 56         | 2       | 3           | 3       | 4         | 1       |         | 4       |         | 7       | 4           | 1         | 10     | 10    | 2             |    | 5  |
| Contestants | Países Baixos | 23         | 1       |             |         |           |         |         |         |         | 4       | 2           | 12        | 2      | 2     |               |    |    |

### 12 pontos
Abaixo está um resumo do máximo de 12 pontos que cada país atribuiu a outro:
| N. | Concorrente   | Nação de voto                  |
| -- | ------------- | ------------------------------ |
| 3  | Croácia       | Macedônia, Noruega, Romênia    |
| 3  | Reino Unido   | Bielorrússia, Dinamarca, Malta |
| 2  | Bielorrússia  | Croácia, Polônia               |
| 2  | Dinamarca     | Espanha, Suécia                |
| 2  | Espanha       | Letónia, Reino Unido           |
| 1  | Bélgica       | Países Baixos                  |
| 1  | Chipre        | Grécia                         |
| 1  | Grécia        | Chipre                         |
| 1  | Países Baixos | Bélgica                        |

## Transmissões e votações internacionais

### Votação e porta-vozes
- Letónia  - David Daurins
- Espanha  - Jimmy Castro
- Bélgica  - Judith Bussé
- Reino Unido  - Sasha Stevens
- Suécia  - Siri Lindgren
- Países Baixos  - Aisa

### Comentadores

#### Países participantes
- Bielorrússia – Denis Kurian (BTRC)
- Bélgica – Ilse Van Hoecke and Bart Peeters (VRT TV1), Corinne Boulangier (RTBF La Deux)
- Croácia – TBC (HRT)
- Chipre – TBC (CyBC)
- Dinamarca – Nicolai Molbech (DR1)
- Grécia – Masa Fasoula and Nikos Frantseskakis (ERT)[10]
- Letónia – Kārlis Streips (LTV1)[11]
- Malta – TBC (PBS)
- Macedónia do Norte – Milanka Rašik (MTV 1)
- Países Baixos – Angela Groothuizen (Nederland 1)
- Noruega – Stian Barsnes Simonsen (NRK1)
- Polónia – Jarosław Kulczycki (TVP2)
- Roménia – Leonard Miron (TVR1)
- Espanha – Fernando Argenta (TVE1)
- Suécia – Victoria Dyring (SVT1)
- Reino Unido – Mark Durden-Smith and Tara Palmer-Tomkinson (ITV)[12]

#### Países não participantes
- Austrália – No commentator (SBS)[9]
- Estónia – Unknown (ETV)[9]
- Finlândia – Henna Vänninen and Olavi Uusivirta (YLE TV2)[7]
- Alemanha – Unknown (KI.KA)[9]

## Álbum oficial
Junior Eurovision Song Contest: Copenhagen 2003, é uma coletânea compilada pela European Broadcasting Union, e foi lançada pela Universal Music Group em novembro de 2003. O álbum apresenta todas as músicas do concurso de 2003. Na lista de faixas, Chipre foi interpretado erroneamente como Cypres . 
| N.º            | Título                    | Artista                        | Duração |  |
| 1.             | "Junior Eurovision Theme" |                                | 3:37    |  |
| 2.             | "Fili gia panta"          | Nicolas Ganopoulos (Greece)    | 2:36    |  |
| 3.             | "Ti si moja prva ljubav"  | Dino Jelušić (Croatia)         | 2:45    |  |
| 4.             | "Mia efhi"                | Theodora Rafti (Cyprus)        | 2:45    |  |
| 5.             | "Tantsuy"                 | Volha Satsiuk (Belarus)        | 2:46    |  |
| 6.             | "Tu esi vasarā"           | Dzintars Čīča (Latvia)         | 2:33    |  |
| 7.             | "Ti ne me poznavaš"       | Marija & Viktorija (Macedonia) | 2:44    |  |
| 8.             | "Coś mnie nosi"           | Kasia Żurawik (Poland)         | 2:42    |  |
| 9.             | "Sinnsykt gal forelsket"  | 2U (Norway)                    | 2:40    |  |
| 10.            | "Desde el cielo"          | Sergio (Spain)                 | 2:39    |  |
| 11.            | "Tobele sunt viaţa mea"   | Bubu (Romania)                 | 2:42    |  |
| 12.            | "De vriendschapsband"     | X!NK (Belgium)                 | 2:45    |  |
| 13.            | "My Song for the World"   | Tom Morley (United Kingdom)    | 2:39    |  |
| 14.            | "Arabiens drøm"           | Anne Gadegaard (Denmark)       | 2:47    |  |
| 15.            | "Stoppa mig"              | The Honeypies (Sweden)         | 2:32    |  |
| 16.            | "Like a Star"             | Sarah Harrison (Malta)         | 2:47    |  |
| 17.            | "Mijn ogen zeggen alles"  | Roel Felius (Netherlands)      | 2:45    |  |
| Duração total: | Duração total:            | Duração total:                 | 46:44   |  |